# عصبون حركي
العصبون الحركي (بالإنجليزية: Motor neuron)‏ أو العصبون المحرك، إن مصطلح العصبون الحركي ينطبق على الخلايا العصبية الموجودة في الجهاز العصبي المركزي ويكون محور هذا العصبون المحرك خارج الجهاز العصبي المركزي، ويسيطر بشكل مباشر أو غير مباشر على العضلات (سواءً الإرادية أو اللاإرادية). وكثيراً ما يرتبط في الخلايا العصبية الحركية مع العصبون الصادر، الخلايا العصبية الأولية، أو الخلايا العصبية الحركية ألفا. وظيفته نقل الأوامر العصبية الحركية من المركز العصبية إلى العضلات أو الغدد.
العصب الحركي : يتألف من مجموعة محاوير لعصبونات محركة تذهب إلى العضلات أو الغدد.

## التشريح والفيزيولوجيا

### العصبونات الحركية العلوية
تنشأ العصبونات الحركية العلوية من القشرة الحركية الواقعة في التلفيف أمام المركزي. تتكون القشرة الحركية الأولية من خلايا بيتز، التي تمثل أحد أنواع الخلايا الهرمية. تهبط محاوير هذه الخلايا من القشرة لتشكل السبيل القشري النخاعي.
تبرز العصبونات الحركية القشرية من القشرة الأولية مباشرة نحو العصبونات الحركية في القرن البطني من النخاع الشوكي. تتشابك محاويرها على العصبونات الحركية الشوكية للعديد من العضلات بالإضافة إلى العصبونات البينية الشوكية. توجد هذه العصبونات بشكل فريد لدى الرئيسيات، وقد اقتُرح أن لها وظيفة في التحكم التكيفي باليد بما في ذلك التحكم المستقل نسبيًا بالأصابع الفردية. لم يُلاحظ حتى الآن وجود العصبونات الحركية القشرية في مناطق أخرى من الدماغ، ولا حتى في القشرة الحركية الثانوية، إذ اقتصر وجودها على القشرة الحركية الأولية.